# 新月鰳
新月鰳為輻鰭魚綱鲱形目鋸腹鰳科的其中一種，為熱帶海水魚，分布於中西太平洋巴布亞紐幾內亞半鹹水、海域，體長可達15公分，棲息在沿海、河口水域，生活習性不明。

## 擴展閱讀
維基物種上的相關：新月鰳